# Архив Рингельблюма

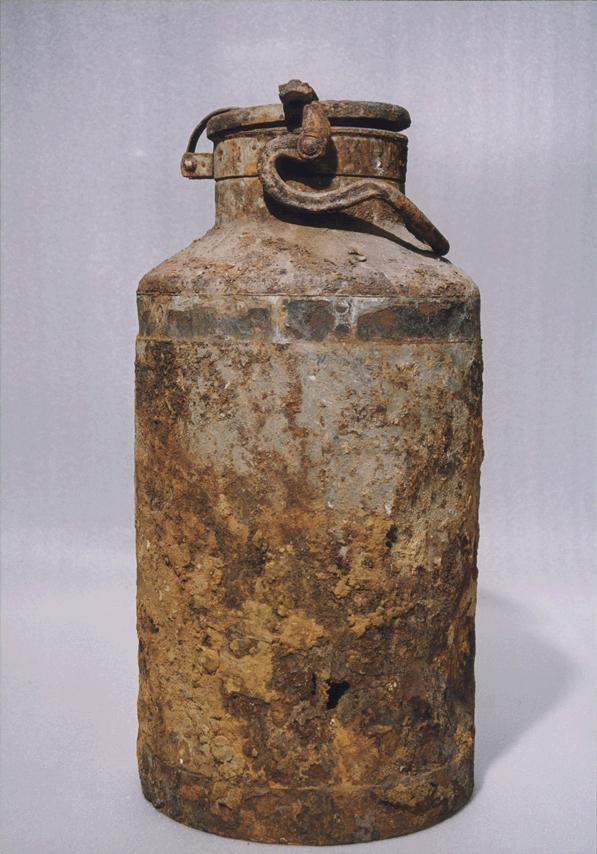
Один из молочных бидонов, в котором хранилась вторая часть Архива Рингельблюма

Архив Рингельблюма — письменные свидетельства периода Холокоста, собранные в Варшавском гетто еврейской подпольной неформальной группой «Ойнег Шабат» («Радость субботы») во главе с историком Эммануэлем Рингельблюмом. Архив Рингельблюма включён ЮНЕСКО в список важнейших письменных документов человечества — «Память мира».

## История
Группа «Ойнег Шабат» была основана в середине 1940 года и действовала до начала 1943 года. В организацию входили раввины, писатели и историки, которые собирали Подпольный архив Варшавского гетто. Первоначально группа «Онег Шабат» собирала документы с целью последующего издания книги об ужасах войны, свидетелями которых они стали. Чтобы собирать архив, группа «Ойнег Шабат» задействовала сотрудников различных возрастных групп. Архив собирался из различных письменных свидетельств: писем, отчётов, личных дневников, литературных произведений, детских работ, официальных документов (немецких и юденрата), листовок, подпольных газет, плакатов. 
Сотрудники группы также занимались интервьюированием, собирая различные опросы и анкеты. Ими организовывались различные детские конкурсы и сочинения. С весны 1942 года членами группы готовились различные отчёты и сообщения об уничтожении евреев в концентрационных лагерях в Хелмно и Треблинке, которые переправлялись на Запад через структуры польского подполья. Общий объем архива составил десятки тысяч листов.
19 января 1942 года из концентрационного лагеря Хелмно бежал заключённый Яков Грояновский, который, нелегально поселившись в Варшавском гетто, дал группе «Ойнег Шабат» подробный отчёт, который был переправлен на Запад и опубликован в Англии в июне 1942 года. Этот отчёт известен под названием «Отчёт Грояновского».
В первой половине 1942 года архив был разделён на три части. 3 августа 1942 года первая часть архива была закопана в десяти железных контейнерах. Вторая часть архива в феврале 1943 года была помещена в двух металлических бидонах из-под молока и закопана в подвале здания на улице Новолипки, 68.
Почти все члены «Ойнег Шабат» погибли во время ликвидации Варшавского гетто. Выжившая участница Рохл (Рейчел) Ауэрбах впоследствии стала писательницей и руководила отделом по сбору свидетельств Яд Вашем; кроме неё, выжили ещё два участника.
18 сентября 1946 года была обнаружена вторая часть архива, спрятанная в двух молочных бидонах. Первая часть архива в десяти контейнерах была обнаружена 1 декабря 1950 года во время строительных работ. Третья часть архива не обнаружена до сих пор. В 2003 году на предполагаемом месте по улице Сьветоерской, 34, проводились раскопки, которые дали отрицательные результаты. Предполагается другой вариант месторасположения третьей части архива, который, как считают, сегодня располагается на территории китайского посольства.
Всего было обнаружено 2 тысячи единиц хранения, общим объёмом 35 тысяч страниц. Все документы были переданы на хранение в Еврейский исторический институт.
В 1999 году «Архив Рингельблюма» был внесён ЮНЕСКО в список важнейших документов истории «Память мира». Он считается самым значительным документальным источником о судьбе евреев во время нацистской оккупации Польши.

## Публикации
- Archiwum Ringelbluma. Konspiracyjne Archiwum Getta Warszawy. Tom 1: Listy o Zagładzie, Warszawa 1997, ISBN 83-01-12437-7
- Archiwum Ringelbluma. Konspiracyjne Archiwum Getta Warszawy. Tom 2: Dzieci — tajne nauczanie w getcie warszawskim, Warszawa 2001, ISBN 83-85888-46-2
- Archiwum Ringelbluma. Konspiracyjne Archiwum Getta Warszawy. Tom 3: Relacje z Kresów, Warszawa 2001, ISBN 83-85888-52-7
- Archiwum Ringelbluma. Dzień po dniu Zagłady, Ośrodek KARTA, Dom Spotkań z Historią, Żydowski Instytut Historyczny, Warszawa 2008, ISBN 978-83-88288-13-5